# Muhannad El Tahir
Muhannad El Tahir (àrab: محمد عثمان طاهر)  (Kassala, 3 de desembre de 1984) és un exfutbolista sudanès de la dècada de 2010.
Fou internacional amb la selecció de futbol del Sudan.
Pel que fa a clubs, destacà a Al-Hilal.